# Aleid (voornaam)
Aleid is een voornaam die zowel voor jongens als meisjes kan worden gebruikt. Meest gebruikt is echter de vrouwelijke vorm. Als jongensnaam komt de naam hoofdzakelijk voor in Culemborg, Kampen, Oldebroek en Olst.
De naam Aleid is een variant van het Germaanse Adelheid. Deze naam betekent "edele persoon", "van edele gestalte".
Varianten op de naam zijn onder andere Aleida (v), Aleide (v), Aleidis (v) en Aleidus (m).

## Bekende naamdragers
- Aleid van Holland (1234-1284),
- Aleide Greve (1670-1742), Vrouwenhuis, Zwolle
- Aleid Wolfsen (geb. 1960), politicus
- Aleidus Aalderink (geb. 1945), politicus